# Schermer Molens Stichting
De Schermer Molens Stichting is een Nederlandse molenstichting ontstaan in 2014 uit een fusie van Stichting de Schermer Molens en de Stichting tot exploitatie van de Museum-molen in de Schermer (in de volksmond wel Stichting Museummolen genoemd). De stichting heeft als doel het waardevolle culturele erfgoed van de Schermer, waaronder het Schermer molencomplex, te behouden en waar mogelijk te restaureren en de Museummolen in Schermerhorn te exploiteren.
De oude Stichting de Schermer Molens was opgericht in 1964 met als doel het draai- en maalvaardig houden van de windmolens in de Schermer en de nabije omgeving. De stichting startte met de 12 overgebleven molens van de Schermer die door het Waterschap Schermeer werden overgedragen, net als korenmolen De Otter door de gemeente Oterleek. In 1966 ging Ondermolen 13 bij Driehuizen in vlammen op en werd niet herbouwd. In 2000 nam de stichting ook de strijkmolens bij Rustenburg over van provincie Noord-Holland. De molens zijn in eigendom overgegaan naar de nieuwe stichting.
Stichting Museummolen werd opgericht in 1969 als exploitatiestichting voor Ondermolen D, de Museummolen, als museum. Deze exploitatie is ook ondergebracht bij de stichting.
In 2002 stelde de provincie Noord-Holland uit rijksgelden geld beschikbaar voor de restauratie van het Schermer molencomplex. Aangevuld met gelden van het VSBfonds werd in 2008 de restauratie van de molens voltooid.
Bemaling:
Poldermolen D ·
Poldermolen E ·
Poldermolen K ·
Poldermolen M ·
Poldermolen O ·
Ondermolen C ·
Ondermolen D ·
Ondermolen K ·
Ondermolen O ·
Bovenmolen E ·
Bovenmolen G

Overig:
De Otter ·
Tjasker Zuidschermer ·
Schermer Molens Stichting